# Joseph Deniker
Joseph Deniker (Astrachan', 6 marzo 1852 – Parigi, 18 marzo 1918) è stato un naturalista e antropologo francese.

## Biografia
Nato ad Astrachan' da genitori francesi, ha studiato a San Pietroburgo. Nel 1876 si è trasferito a Parigi per studiare alla Sorbona, dove ha conseguito il dottorato in scienze naturali nel 1886.
Nel 1888 è stato nominato bibliotecario capo del Museo di Storia naturale di Parigi. In seguito è diventato uno dei principali editori del Dictionnaire de geographie universelle ed ha pubblicato numerosi articoli su riviste di antropologia e zoologia in Francia.  
Deniker è conosciuto soprattutto per i suoi tentativi di sviluppare mappe altamente dettagliate di razza in Europa. In particolare, nel volume Les races et les peuples de la Terre (1900), sosteneva sei tipi di razze primarie (nordica, litorale, orientale, adriatica, ibero-insulare e occidentale) e quattro secondarie (sub-nordica, nord-occidentale, vistulana e sub-adriatica).